# آندرش لیربرینگ
آندرش لیربرینگ (سوئدی: Anders Lyrbring؛ زادهٔ ۲۱ مارس ۱۹۷۸) شناگر اهل سوئد بود.